# Baumhaus

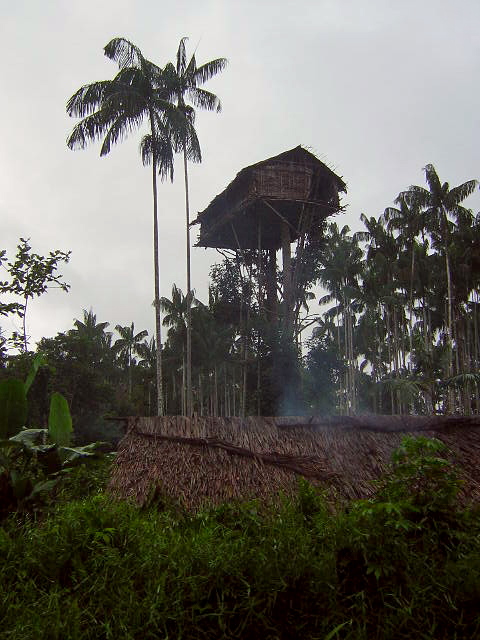
Baumhaus der Korowai

Ein Baumhaus ist ein Haus aus Holz oder anderen leichten Materialien wie Aluminium oder Hartschaum, das als einziges Fundament einen oder mehrere Bäume hat.

## Nutzung
Noch heute werden Baumhäuser von indigenen Völkern Südamerikas, Afrikas, Asiens und in West-Papua (Neuguinea) (bei letzteren beispielsweise durch die Korowai) errichtet, um den Gefahren und Widrigkeiten am Boden zu entgehen. Moderne Baumhäuser werden meist in bestehende Hotelanlagen integriert. In Europa werden Baumhäuser üblicherweise als Spielmöglichkeit für Kinder und neuerdings auch als Büros errichtet. Baumhäuser sind wesentlicher Bestandteil von Baumbesetzungen.

## Konstruktion

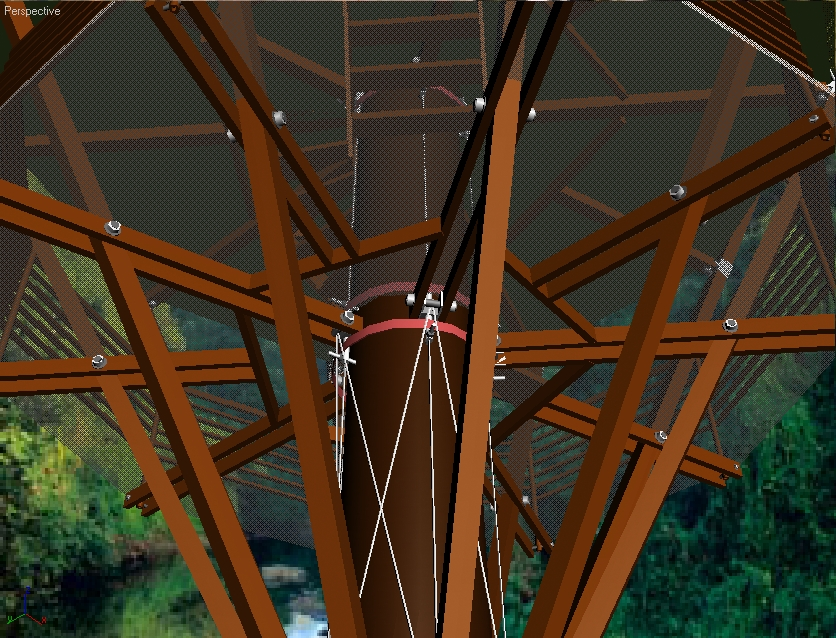
Detailansicht Konstruktion

Die Konstruktionsweise unterscheidet sich erheblich von der anderer Bauwerke und erfordert ein tieferes Verständnis für die Werkstoffe und deren statische Eigenschaften. Baumhaus-Architektur ist ansatzweise mit dem Bootsbau/Schiffbau vergleichbar, wobei bei Baumhäusern das meist zentrierte Fundament durch einen Baum die größte Herausforderung darstellt.
Im modernen Baumhausbau werden vier verschiedene Befestigungstechniken verwendet: die Schraub-, Klemm-, Hänge- und/oder Stütztechnik. Für die Schraubtechnik werden vorzugsweise die in den USA entwickelten, sogenannten Garnierschrauben verwendet, schwere Bolzen mit drei Zentimetern Durchmesser und Gewinde, die in den Baum getrieben werden und ein Gewicht von bis zu fünf Tonnen tragen können. Der Vorteil der Garnierschrauben liegt zum einen darin, dass sie wie ein künstlicher Ast fungieren und der Baum nicht eingezwängt wird, und zum anderen, dass durch die hohe Stabilität nur wenige solcher Verbindungen zwischen Baumhaus und Baum nötig sind, was den Baum weniger stresst, als das Spicken mit vielen kleinen Schrauben oder gar Nägeln. Bei der Klemmtechnik werden justierbare Stahlmanschetten um den Stamm gespannt, an denen dann Balkenschuhe befestigt werden. Um den Baum nicht einzuschnüren, verlangt diese Technik eine regelmäßige Nachkontrolle und gegebenenfalls Lockerung der Manschette. Bei der Hängetechnik wird das Baumhaus entweder als Ganzes oder einzelne tragende Teile mittels Stahlseilen und speziellen Textilschlaufen im Baum aufgehängt. Die Stütztechnik verwendet Balken zur Abstützung tragender Teile von unten. Die genannten Techniken können je nach Erfordernissen des individuellen Projektes einzeln oder in Kombination verwendet werden. Eine geschickte Kombination kann sich die jeweiligen Vorteile der unterschiedlichen Verbindungstechniken zunutze machen.
Für Kontrollen und Wartung muss das Baumhaus von allen Seiten zugänglich sein. Weltweit gibt es etwa 20 Firmen, die explizit den Bau von Baumhäusern anbieten.

## Statik
Besonderes Augenmerk liegt auf der Verankerung im Baum und den flexiblen Eigenschaften der übrigen konstruktiven Verbindungen. Die Statik eines Baumhauses muss nach speziellen Modellen berechnet werden. Die optische und subjektive Sicherheit spielt hier z. B. eine Rolle; dagegen kann nicht mit Sicherheitsbeiwerten gerechnet werden, da die Basis für die Berechnungen (Wetterdaten/Baumdaten) meistens fehlen.
Besonderheit bei aufzugartigen Konstruktionen, die zwischen mehreren Bäumen befestigt sind:
Wenn die Verankerung in verschiedene Systeme unterteilt wird, kann z. B. eines der Systeme mit Gegengewichten versehen werden. Dadurch wird die Spannung in den Seilen genau berechenbar und bleibt immer konstant. Durch solche Hilfsgewichte ist es auch möglich, das restliche Eigengewicht des Baumhauses mit Muskelkraft, wie einen Aufzug, zu bewegen. Dazu können Kettenhebezüge verwandt werden.

## Baumhütten für Kinder

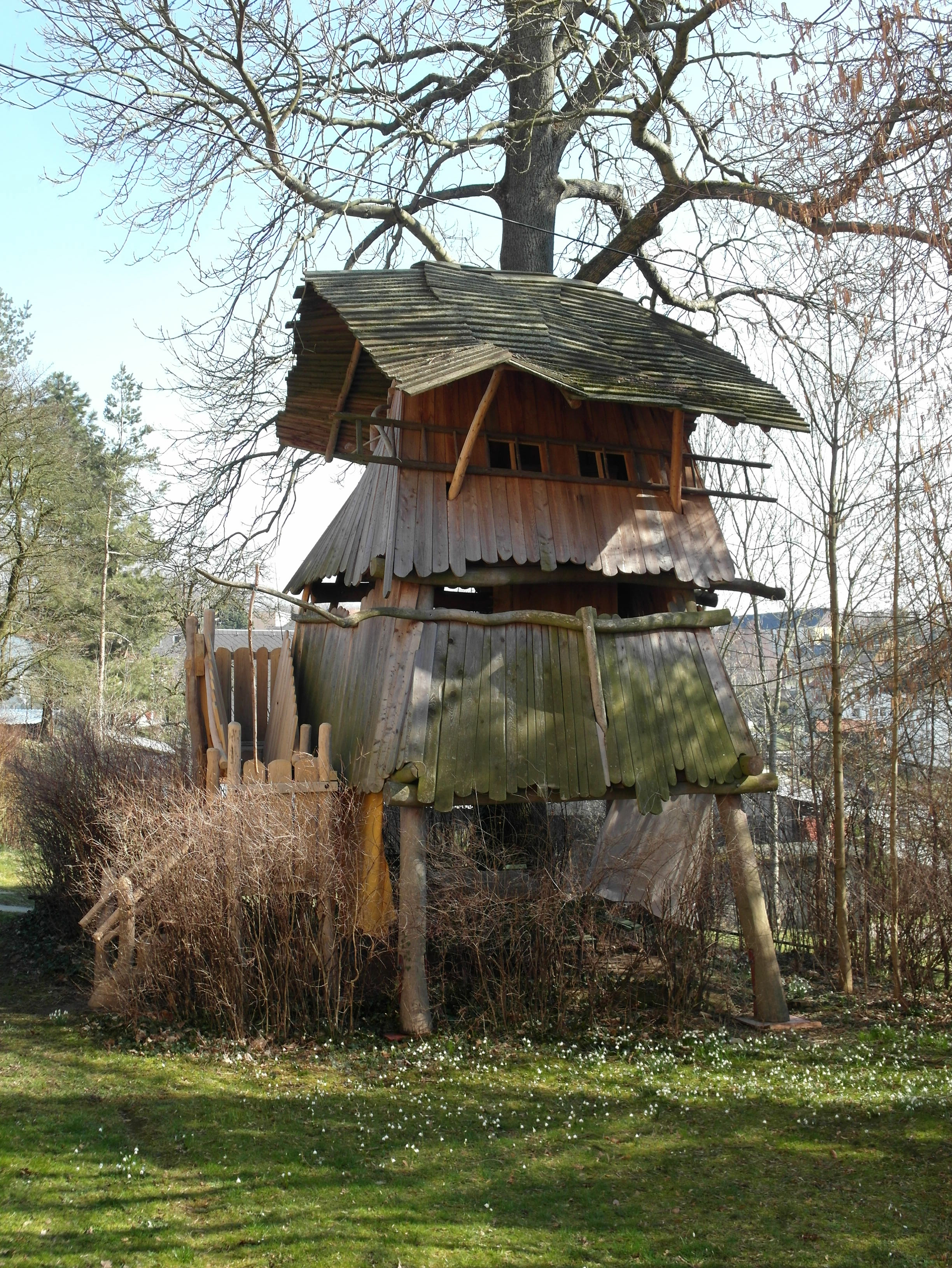
Kinder-Baumhaus Langenwolmsdorf

Baumhäuser sind bei Kindern und Jugendlichen seit Generationen als Rückzugsort und spielerischer Mittelpunkt beliebt. Sie werden mit Brettern und Nägeln selbst gezimmert. Mit „intuitiver Statik“ entstehen zum Teil waghalsige Konstruktionen. Der Zugang erfolgt meist über Strickleitern, die zum Schutz vor anderen Kinder(bande)n hochgezogen werden.
Bei entsprechender Erfahrung entstehen aus provisorischen Hütten teilweise recht anspruchsvolle Baumhäuser mit dichtem Dach, verglasten Fenstern, umfangreicher Inneneinrichtung und zum Teil mit Feuer- und Kochstellen, Heizungen und Isolation.

## Bemerkenswerte Baumhäuser
Das höchste touristisch genutzte Baumhaus der Welt steht in Laos im Nationalpark Nam Kan. Es befindet sich in 45 Metern Höhe und ist durch eine Zip-line erschlossen.
Das erste deutsche Baumhaus-Hotel befindet sich auf der Kulturinsel Einsiedel bei Görlitz. Es wurde 2007 errichtet und besteht aus fünf Baum-Appartements, die untereinander über Stege und Hängebrücken verbunden sind. Ein weiteres Baumhaus-Hotel entstand im April 2008 im niedersächsischen Schönhagen (Uslar). Das Baumhaushotel Solling besteht aus vier einzelnen Häusern mit jeweils vier Betten. Mittlerweile gibt es in Deutschland einige solcher ausgefallenen Unterkünfte. Weit mehr Baumhaushotels befinden sich aber in Frankreich.
Die Eiche von Allouville (Frankreich) beherbergt eine als Baumhaus ausgeführte Kapelle.
In der Schweizer Gemeinde Hildisrieden steht angeblich eines der größten Baumhäuser der Welt, welches von einem einzigen Baum getragen wird.

## Rechtliches
Zumindest ab einer gewissen Größe benötigt ein Baumhaus eine Baugenehmigung. Ein Rechtsstreit wurde über ein privat errichtetes, etwa 6 Tonnen schweres Baumhaus in St. Radegund, Innviertel, Oberösterreich geführt. Es wurde von 1000 Unterzeichnern einer Petition unterstützt.

## Bildergalerie

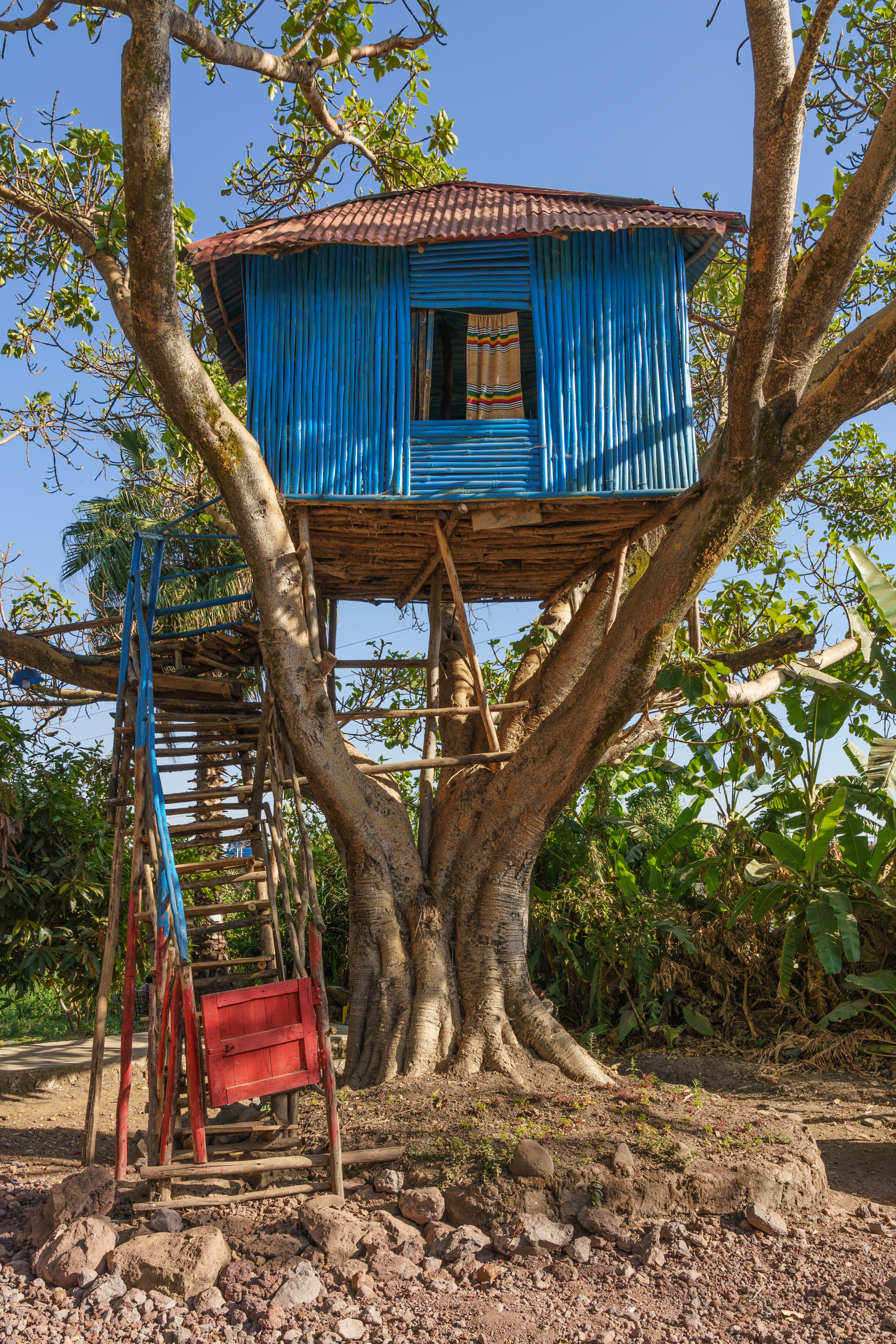
Ein Baumhaus in Bahir Dar, Äthiopien
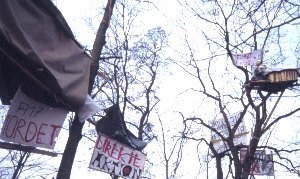
Baumhaus-Protest-Dorf (1999)
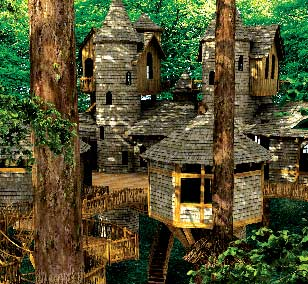
Baumhäuser in Alnwick Garden
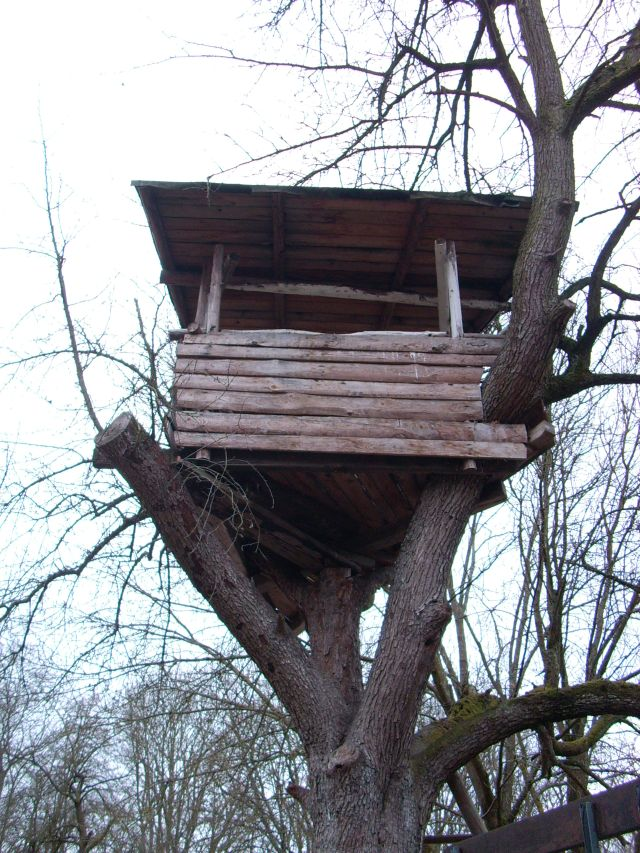
Baumhütte auf der Jugendfarm Freiberg (Stuttgart)
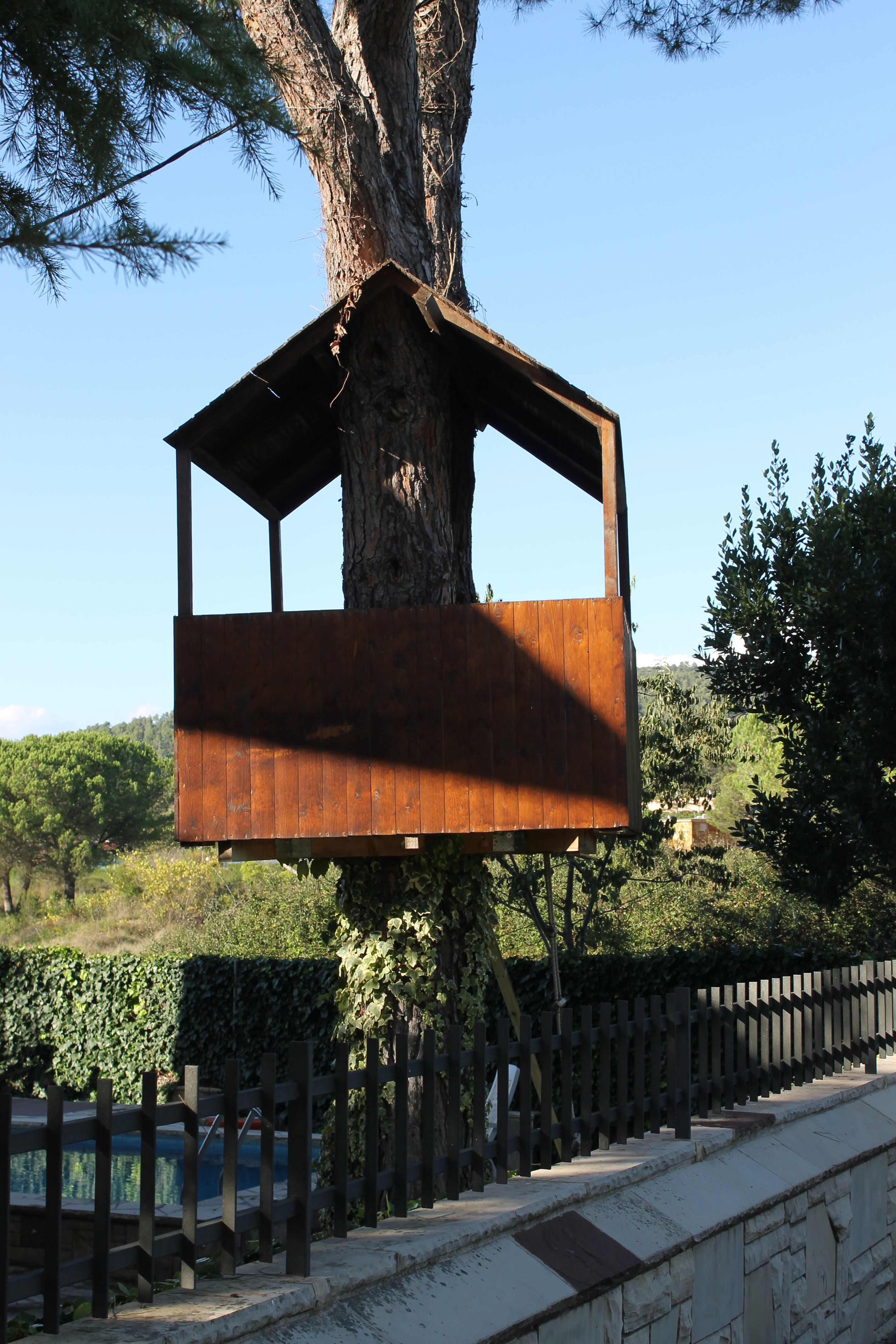
Um einen Stamm herum gebaute Baumhütte (Südeuropa)
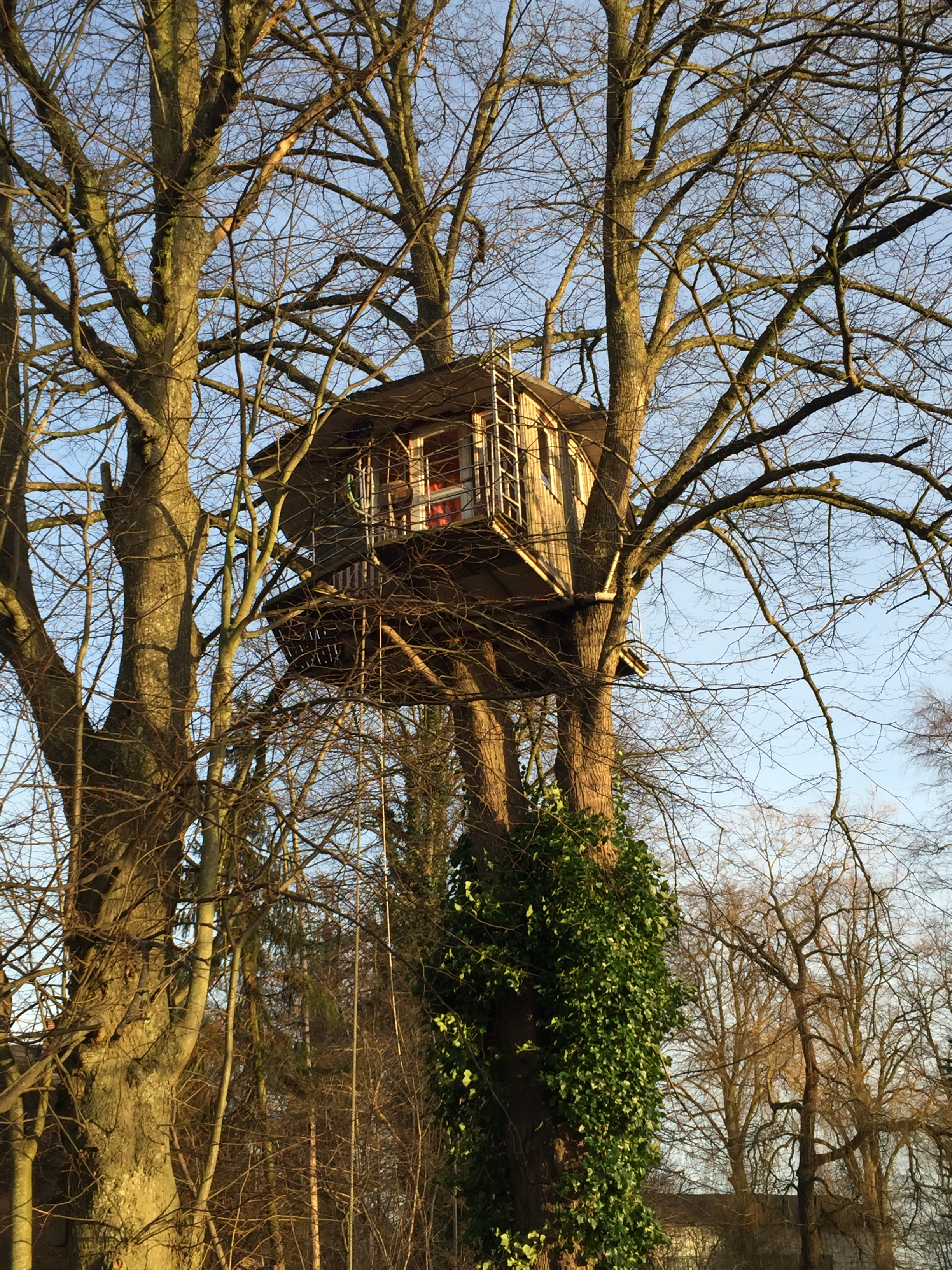
Privates Baumhaus in Norddeutschland (2015)